# Thomazia borgmeieri
Thomazia borgmeieri är en insektsart som beskrevs av Piza Jr. 1976. Thomazia borgmeieri ingår i släktet Thomazia och familjen vårtbitare. Inga underarter finns listade i Catalogue of Life.